# Хидеки Ширакава
Хидеки Ширакава (на японски: 白川 英樹 Shirakawa Hideki) е японски химик, инженер и професор в университета Цукуба, известен с откриването на електропроводимите полимери. През 2000 г. заедно с Алан Макдайърмид и Алан Хийгър получава Нобелова награда за химия.

## Живот, образование и научни постижения
Хидеки Ширакава е роден в Токио, Япония в семейството на военен лекар.
Начална точка в неговите постижения се явява неговото откритие, че при легирането на полиацетилен, се повишава многократно неговата електропроводимост. Електропроводимите полимери се използват например за производство на антистатични опаковки за чувствителни към статичното електричество електронни елементи и платки. Изследванията на полупроводниците са насочени към създаването на евтини електронни компоненти (органична електроника) като транзистори, светодиоди, органични слънчеви панели и гъвкави токопроводи. По отношение на механизма на електропроводимостта на полимерите, може да се твърди с голяма степен на увереност, че за нея важна роля играят нелинейните възбуждания във вид на солитони.